# Distretto di Konotop
Il distretto di Konotop (in ucraino Конотопський район?) è un distretto nell'oblast' di Sumy  in Ucraina. Il suo centro amministrativo è la città di Konotop. Ha una popolazione di 194 404 abitanti.
Il 18 luglio 2020, come parte della riforma amministrativa dell'Ucraina, il numero di distretti dell'oblast di Sumy è stato ridotto a cinque e l'area del distretto di Konotop è stata notevolmente ampliata.